# Las Flechas, Chiapas
Las Flechas är en ort i Mexiko.   Den ligger i kommunen Chiapa de Corzo och delstaten Chiapas, i den sydöstra delen av landet, 700 km öster om huvudstaden Mexico City. Las Flechas ligger 401 meter över havet och antalet invånare är 1 579.
Terrängen runt Las Flechas är varierad. Las Flechas ligger nere i en dal. Runt Las Flechas är det ganska tätbefolkat, med 58 invånare per kvadratkilometer. Närmaste större samhälle är Tuxtla Gutiérrez, 11,3 km nordväst om Las Flechas. Omgivningarna runt Las Flechas är en mosaik av jordbruksmark och naturlig växtlighet.